# Iguaí (ort)
Iguaí är en ort i Brasilien.   Den ligger i kommunen Iguaí och delstaten Bahia, i den östra delen av landet, 800 km öster om huvudstaden Brasília. Iguaí ligger 354 meter över havet och antalet invånare är 14 217.
Terrängen runt Iguaí är kuperad åt nordost, men åt sydväst är den platt. Iguaí ligger nere i en dal. Iguaí är det största samhället i trakten.
Omgivningarna runt Iguaí är huvudsakligen savann. Runt Iguaí är det ganska glesbefolkat, med 23 invånare per kvadratkilometer.